# Shibata (Klan)

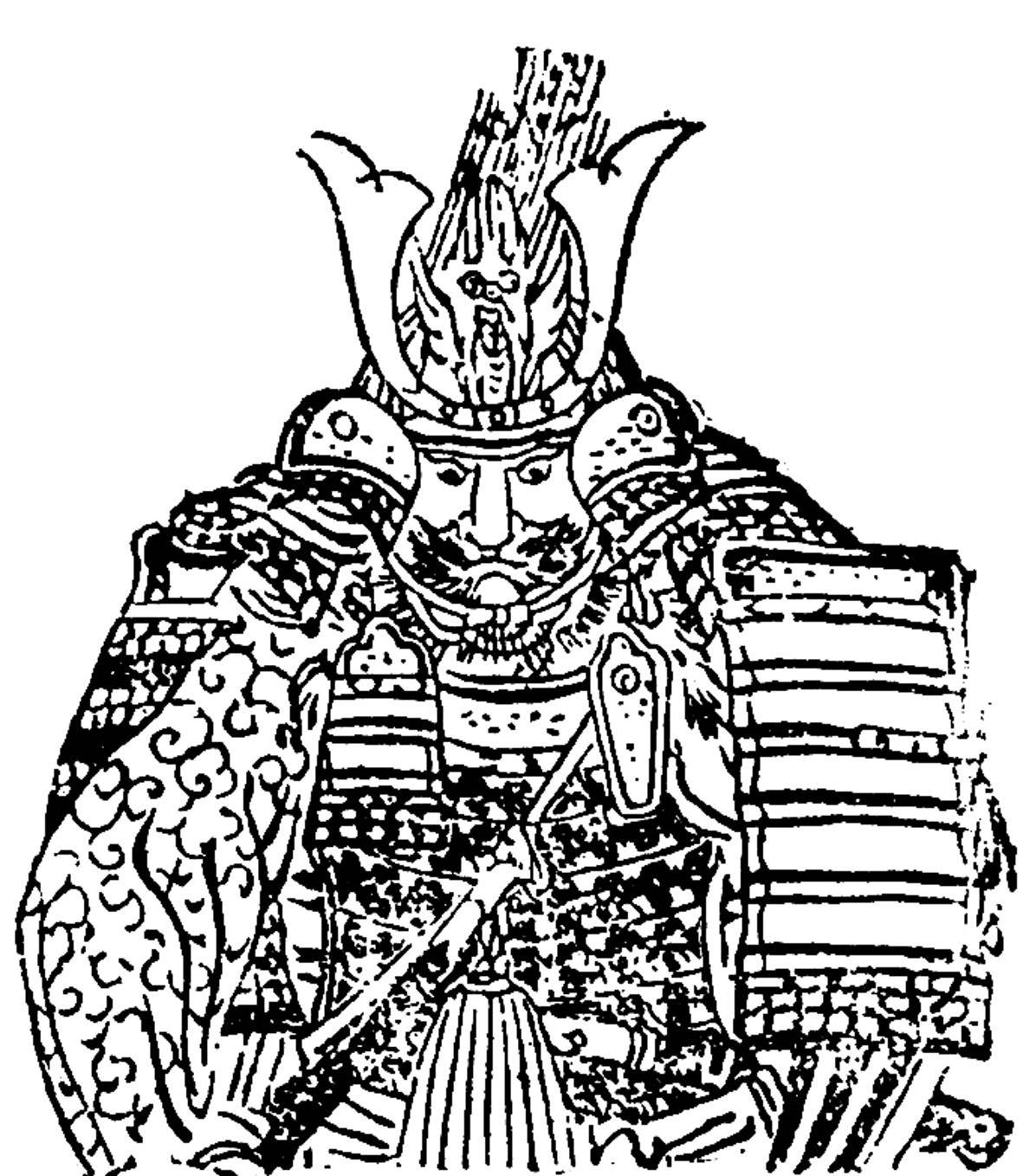
Shibata Katsuie

Die Shibata (japanisch 柴田氏, Shibata-shi) waren eine Familie des japanischen Schwertadels (Buke) aus der Provinz Owari (heute Präfektur Aichi), die sich von den Seiwa-Genji ableitete. Die Linie der Shibata endete mit dem Bürgerkrieg im 16. Jahrhundert.

## Übersicht
- Katsuie (勝家; 1530–1583) wurde 1570 von Oda Nobunaga mit der Burg Chōkōji (長興寺城) in der Provinz Ōmi betraut, die er den Sasaki abgenommen hatte. Nach den Feldzügen gegen die Asai und die Asakura erhielt Katsuie 1579 die Provinzen Echizen und Kaga und ließ sich in der Burg Kita-no-shō (heute Bug Fukui) nieder. 1582 griff er die Provinz Noto an, worauf die drei dort residierenden Daimyō Yuza (遊佐), Miyake (三宅) und Nukui (貫井) sowie Uesugi Kagekatsu (1556–1623) um Hilfe baten. Krieg brach aus, Katsuies Truppen wurden in der Schlacht von Shizugatake von Toyotomi Hideyoshi geschlagen. Katsuie konnte sich zwar in seine Burg Kita-no-shō zurückziehen, wurde dort von Hideyoshi belagert und Katsuie, der sich in auswegloser Lage sah, setzte die Burg in Brand und nahm sich – zusammen mit seiner Frau und 30 Untertanen – das Leben. Zuvor hatte Katsuie seine Frau gebeten, mit ihren Töchtern zu fliehen. Sie weigerte sich, vertraute aber die Töchter einem treuen Diener an, der sie sicher nach draußen führte. – Die älteste ihrer Töchter, Yodo-gimi, heiratete Hideyoshi, die zweite Kyōgoku Takatsugu (京極 高次; 1560–1609) und die dritte den späteren Shōgun Tokugawa Hidetada.

- Katsutoyo (勝豊; gestorben 1583), ein Sohn von Shibukawa Hachizaemon, wurde von Katsuie adoptiert und wurde von ihm 1582 mit der Burg Nagahama (Ōmi) betraut. Er musste sich Hideyoshi ergeben und starb in Kyōto.
- Katsumasa (勝政; 1557–1583), ein Bruder von Sakuma Morimasa, wurde von Katsuie adoptiert. Er fiel in der Schlacht von Shizugatake.
- Katsuhisa (勝久; 1568–1583), ein Neffe Katuies, wurde von ihm adoptiert. Er kämpfte mit in der Schlacht von Shizugatake und konnte nach der Niederlage in die Berge fliehen. Er wurde jedoch verfolgt und getötet. Damit endete die Linie der Shibata.